# Östergötland
Östergötland ist eine historische Provinz (schwedisch landskap) in Schweden. Sie grenzt im Süden an die historische Provinz Småland, im Westen an Västergötland, im Norden an Närke und Södermanland und im Osten an die Ostsee.

## Geographie
Östergötland hat Anteil am Südschwedischen Hochland und der Mittelschwedischen Senke. Im Zentrum der Provinz liegt die Östgöta-Ebene, die sich von Osten nach Westen erstreckt und eine Region von großer wirtschaftlicher Bedeutung ist. Nördlich der Östgöta-Ebene liegt eine Verwerfungszone mit steil aufsteigendem Hügelland, das sich sanft nach Norden senkt, und tief eingeschnittenen Seen und Tälern. Südlich der Ebene erstrecken sich die Ausläufer des Südschwedischen Hochlandes, eine Hügellandschaft mit zahlreichen Seen. Eine vierte Landschaftsform bilden die Küste und die zahlreichen Schären, die Reste eiszeitlicher Gletschermoränen sind. Östergötlands größter Fluss ist der Motala ström, der den See Vättern über mehrere Seen in die Ostsee entwässert.
An der Ostseeküste Östergötlands liegen viele Inseln, die einen Schärenhof bilden. Die Küste wird von tief in das Land gehenden Buchten, wie z. B. Bråviken im Norden, Gröpviken und Slätbaken weiter südlich oder Valdemarsviken an der Grenze zu Småland, eingeschnitten. Zwischen Bråviken und Slätbaken liegt die etwa 600 km² große Halbinsel Vikbolandet. Die Küste zum Vättern ist im Süden hoch und steil und wird nach Norden hin flacher und seichter. Hier gibt es auch keine Inseln in Strandnähe, sondern diese liegen, wie z. B. Jungfrun, Illegrundet, Fjuk, weiter in den See hinein. Ganz im Norden befindet sich die Insel Röknehufvud, die durch eine schmale Meerenge von der zur Provinz Närke gehörenden Insel Stora Röknen getrennt ist.
Östergötland hat ein für diese geographische Breite mildes Klima mit einer jährlichen Niederschlagsmenge von 500–600 mm und einer Durchschnittstemperatur von −2 °C im Januar und 16 °C im Juli.
Östergötlands wichtigste Städte sind Norrköping, Linköping, Motala, Finspång, Mjölby, Söderköping und Vadstena.

## Wirtschaft
Östergötland gehört zu den wichtigsten Agrargebieten Schwedens. Die Landwirtschaft spielt – stark rationalisiert – noch immer eine wichtige Rolle im Wirtschaftsleben der Provinz. Die industrielle Entwicklung war vielfältig, zu Industriezentren haben sich vor allem die Städte Linköping (Flugzeug- und Rüstungsindustrie, Lebensmittelindustrie), Norrköping (u. a. Ericsson), Finspång (Metallverarbeitende Industrie) und Motala entwickelt.

## Geschichte

Inoffizielle Flagge Östergötlands (Östergötlands flagga)

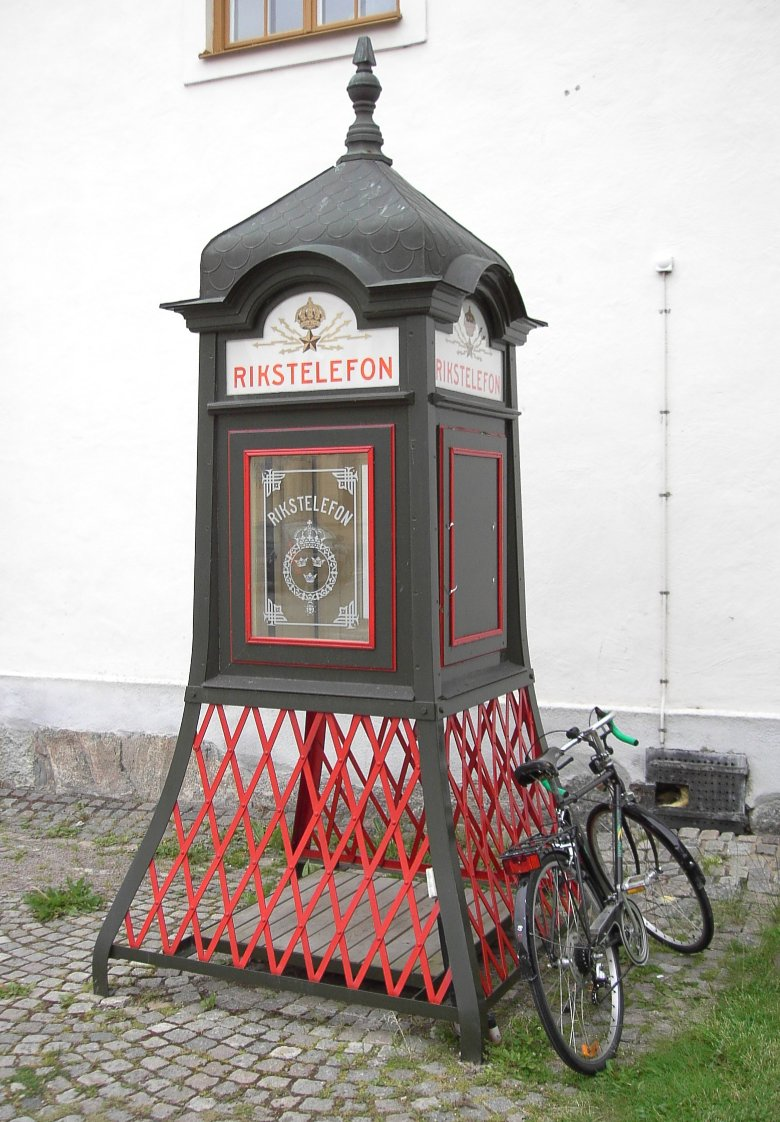
Telefonzelle in Skänninge

Zeugnisse von der ältesten Geschichte geben vor allem die Gräber, wovon die meisten in den 1740 Grabfeldern der Provinz liegen. Die älteste Besiedlung ist vor allem an der Küste und in der Östgöta-Ebene zwischen der Küste und dem See Vättern nachweisbar. Aus der Bronzezeit stammen die Grabhügel rund um den See Tåkern und etwa 280 Felszeichnungen mit über 3500 Figuren, wovon die meisten am Fluss Motala Ström, vor allem bei Norrköping, liegen. Reiche Schatz- und Grabfunde geben ein Bild über die kulturelle Entwicklung ab Christi Geburt, Runensteine, wie z. B. der Runenstein von Rök oder der Oklundahällen, ergänzen das Bild.
Schon am Beginn der Reichsbildung im Hochmittelalter spielte Östergötland eine wichtige Rolle; zwei Königsgeschlechter, die Sverker und die Folkunger, kamen aus der Region. Sie arbeiteten eng mit der Kirche zusammen. Am Beginn des 12. Jahrhunderts wurde Linköping Bischofssitz eines neugebildeten Bistums, das Östergötland, Småland, Gotland und Öland umfasste. Das erste Kloster Schwedens wurde in der Mitte des 12. Jahrhunderts in Alvastra gegründet, und mit der Gründung des Birgittaordens und dessen Stammkloster in Vadstena im 14. Jahrhundert entstand ein neues geistliches Zentrum. Die Kirche spielte auch eine wichtige Rolle in der Politik. Östergötland war im Mittelalter sowohl politisch wie auch kulturell relativ selbständig. Es hatte ein eigenes Gesetz (Östgötalagen), ein eigenes Thing und eigene Rechtsgelehrte (lagman). Diese kamen aus den führenden Adelsgeschlechtern und hatten oft auch politische Schlüsselpositionen im Reich inne.
Am Beginn des 16. Jahrhunderts dominierten der Adel und die Kirche, aber mit dem Amtsantritt Gustav Wasas und der darauffolgenden Reformation und der Einziehung der kirchlichen Güter gewann das Königtum an Macht. Dies führte zu Aufständen 1542–43, und 1544 wurde mit dem Bau einer Burg in Vadstena begonnen, um die Region zu befrieden. Dadurch wurde Vadstena auch zu einem wichtigen administrativen Zentrum. Erst 1719 wurde Östergötland zu einer einheitlichen Provinz (Östergötlands län).
Die Provinz war auch aufgrund der hier aufgestellten leichten Kavallerie und Infanterietruppen berühmt, die Gustav Adolf von Schweden während des Dreißigjährigen Krieges zum Einsatz brachte.
Eisen- und Kupferfunde führten zur Gründung einer metallverarbeitenden Industrie im 17. Jahrhundert. Ende des 17. Jahrhunderts und am Beginn des 18. Jahrhunderts entwickelte sich die Textilindustrie, die sich um Norrköping konzentrierte. Der Bau des Göta-Kanals, der Eisenbahnhauptlinie Stockholm-Helsingborg und anderer Eisenbahnlinien, von denen unter anderem Reste des Höversbytunnel erhalten sind, führten zu einem industriellen Aufschwung der Region. Im 20. Jahrhundert setzte sich die industrielle Entwicklung fort (der Anteil der Beschäftigten im sekundären Sektor liegt deutlich über dem Reichsschnitt), wobei sich Linköping zur bedeutendsten Industriestadt entwickelte.
2012 wurde Östergotland das Titularherzogtum von Erbprinzessin Estelle von Schweden.

## Sehenswürdigkeiten

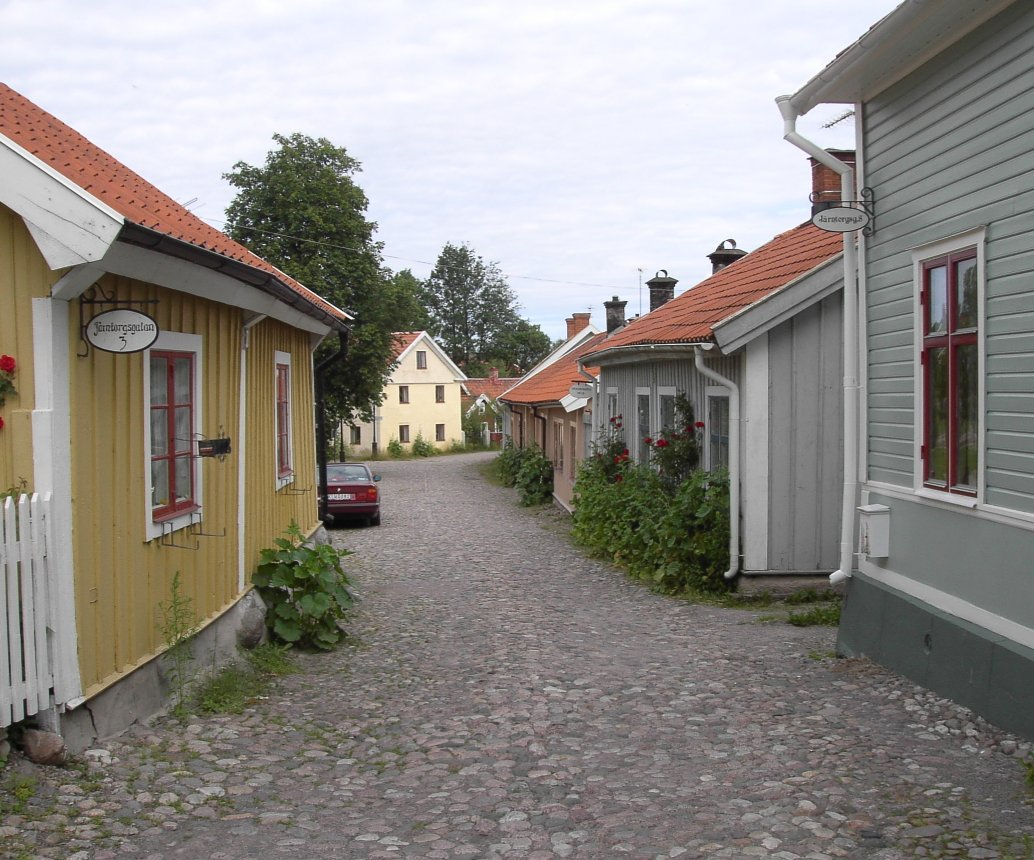
Järntorgsgatan in Skänninge

Im Westen grenzt die Provinz an den Vättern-See. Entlang der 150 km langen Küste gibt es eine Reihe von Sehenswürdigkeiten: in Vadstena, einem geistlichen und administrativen Zentrum vom 14. bis zum 17. Jahrhundert, befindet sich das Birgittenkloster, das mächtige Schloss und eine intakte Altstadt. Vadstena ist auch heute noch ein spirituelles Zentrum Schwedens. Nördlich davon liegt Motala, das im Zusammenhang mit dem Bau des Göta-Kanals entstand. Südlich von Vadstena liegt der Omberg, ein Naturreservat, an dessen Flanke die Ruine des ältesten schwedischen Klosters Alvastra liegt. Nicht weit davon findet man Schwedens berühmtesten Runenstein, den Rök-Stein.
Linköping, Norrköping und Söderköping sind drei sehenswerte Städte. Linköping war seit dem Mittelalter Zentrum Östergötlands, Bischofssitz, Residenzstadt und Schulstadt. Sehenswert sind der Dom und der daran grenzende Stadtteil, das große Freilichtmuseum, in dem mehr als 50 Holzhäuser des 18. und 19. Jahrhunderts ein kleines Stadtviertel bilden und das Provinzmuseum sowie das Luftfahrtmuseum. Norrköping ist vor allem für industriegeschichtlich Interessierte einen Besuch wert. Bei Norrköping liegen auch hunderte von Felsenzeichnungen aus der Bronzezeit mit Bildern von Sonnenrädern, Äxten, Schiffen u. a. Söderköping war im Mittelalter eine der wichtigsten Handels- und Hafenstädte Östergötlands. Es ist aber eine Kleinstadt geblieben und hat sich viel von ihrem Charme erhalten.
In Östergötland lebte eine Reihe bedeutender Adelsgeschlechter. Sie haben auch zahlreiche Schlösser gebaut, unter anderem Bjärka-Säby, Ekenäs, Finspång, Löfstad, Sturefors und Stegeborg, die alle einen Besuch wert sind.
Nicht zuletzt soll hier auch auf die Küstenlandschaft mit ihren zahlreichen Schären hingewiesen werden.

## Landschaftssymbole
- Vogel: Höckerschwan
- Blume: Kornblume
- Fisch: Hecht
- Pilz: Fleischroter Speise-Täubling (Russula vesca)
- Insekt: Eremit (Osmoderma eremita)